# جبريل روسي
جبريل روسي (بالفرنسية: Gabriel Rossi)‏ (6 مايو 1930 مارسيليا فرنسا - 19 أكتوبر 2009 تولون فرنسا) هو لاعب كرة قدم فرنسي سابق كان يلعب كمدافع.

## روابط خارجية
- جبريل روسي على موقع قاعدة بيانات كرة القدم.إي يو (الإنجليزية)
- جبريل روسي على موقع عالم كرة القدم.نت (الإنجليزية)